# Calcio Forlì 1984-1985
Questa pagina raccoglie le informazioni riguardanti il Calcio Forlì nelle competizioni ufficiali della stagione 1984-1985.

## Stagione
Nella stagione 1984-1985 il Forlì, nonostante la successione di tre allenatori alla conduzione della squadra, non riesce ad evitare il terz'ultimo posto e, quindi la retrocessione in Serie D. La stagione inizia con Giancarlo Magrini, ma il girone di andata ha dato poche soddisfazioni ai biancorossi, a metà febbraio dopo la sconfitta (0-1) interna con la Fidelis Andria Giancarlo Magrini viene esonerato, la squadra è appena sopra la zona pericolosa, arriva al suo psto Saul Malatrasi ex difensore dell'Inter e della nazionale, ma i risultati non migliorano e dopo sei giornate, viene richiamato Cinesinho che dopo la sua prima esperienza al Forlì ha allenato in Arabia Saudita con buoni risultati. Il verdetto di retrocessione arriva sul filo di lana del torneo con la sconfitta (3-1) subita a Teramo, con il Forlì retrocedono Fermana e Cattolica, mentre in C1 salgono Brindisi e Fano. Miglior marcatore stagionale forlivese con 14 reti Gianni Boccia, dei quali 2 in Coppa e 12 in campionato. Nella Coppa Italia di Serie C il Forlì disputa il girone L di qualificazione, che promuove ai sedicesimi di finale il Rimini. In piena estate 1985 arriva la notizia del ripescaggio del Forlì in Serie C2, grazie al terz'ultimo posto ottenuto in campionato.

## Rosa
| N. |                   | Ruolo | Calciatore           |
| -- | ----------------- | ----- | -------------------- |
|    | Italia (bandiera) | P     | Maurizio Agostinelli |
|    | Italia (bandiera) | A     | Gianni Boccia        |
|    | Italia (bandiera) | C     | Domenico Cagnin      |
|    | Italia (bandiera) | D     | Juri Canestrari      |
|    | Italia (bandiera) | C     | Daniele Casotti      |
|    | Italia (bandiera) | C     | Vittorio Cessario    |
|    | Italia (bandiera) | C     | Marco Di Chio        |
|    | Italia (bandiera) | D     | Mirco Fantini        |
|    | Italia (bandiera) | C     | Davide Farabegoli    |

| N. |                   | Ruolo | Calciatore        |
| -- | ----------------- | ----- | ----------------- |
|    | Italia (bandiera) | D     | Roberto Imbimbo   |
|    | Italia (bandiera) | A     | Domenico Lepidi   |
|    | Italia (bandiera) | D     | Franco Ogliari    |
|    | Italia (bandiera) | P     | Luigi Ruffilli    |
|    | Italia (bandiera) | C     | Mario Stefanelli  |
|    | Italia (bandiera) | D     | Luigi Succi       |
|    | Italia (bandiera) | C     | Daniele Tani      |
|    | Italia (bandiera) | D     | Luigi Vincenzi    |
|    | Italia (bandiera) | A     | Gian Luca Zanella |

## Risultati

### Campionato

#### Girone di andata
| Arbitro: | Giuriola (Rovigo) |

|            |           |              |
| Boccia 57’ | Marcatori | 55’ Pagliari |

| Arbitro: | Acri (Novi Ligure) |

|                             |           |                 |
| Di Felice 4’ Giampietro 57’ | Marcatori | 75’, 81’ Boccia |

| Arbitro: | Zambelli (Brescia) |

|  |           |                 |
|  | Marcatori | 88’ (rig.) Venè |

| Arbitro: | Giacomotti (Voghera) |

|                    |           |  |
| Marangi 78’ (rig.) | Marcatori |  |

| Arbitro: | Beschin (Legnago) |

|                     |           |  |
| Lepidi 10’ Tani 74’ | Marcatori |  |

| Arbitro: | Carrubba (Siracusa) |

|                           |           |                |
| Spinoccia 11’ Bonaldi 88’ | Marcatori | 20’ Stefanelli |

| Arbitro: | Gargiulo (Napoli) |

|            |           |  |
| Lepidi 48’ | Marcatori |  |

| Arbitro: | Lasala (Roma) |

|                                  |           |                 |
| Barducci 4’ Mancini 24’ Aimo 52’ | Marcatori | 61’ (rig.) Tani |

| Arbitro: | De Santis (Treviso) |

|            |           |                         |
| Boccia 77’ | Marcatori | 7’ Oliveti 23’ Renzetti |

| Arbitro: | Giordano (Udine) |

|  |           |             |
|  | Marcatori | 88’ Zanella |

| Arbitro: | Mariotti (Pontedera) |

|                                              |           |  |
| Imbimbo 51’ Boccia 63’ (rig.) Farabegoli 87’ | Marcatori |  |

| Sassuolo 9 dicembre 1984 12ª giornata | Sassuolo          | 0 – 0 | Forlì | Stadio Enzo Ricci\| Arbitro: \| Giuriola (Rovigo) \| |
| Arbitro:                              | Giuriola (Rovigo) |       |       |                                                      |

| Arbitro: | Alfonso (Alghero) |

|                         |           |  |
| Succi 73’ Del Monte 77’ | Marcatori |  |

| Arbitro: | Ruffinengo (Savona) |

|            |           |              |
| Boccia 14’ | Marcatori | 62’ Bruniera |

| Arbitro: | Trinchieri (Roma) |

|            |           |                     |
| Lepidi 83’ | Marcatori | 36’ (rig.) Genovasi |

| Arbitro: | Giacomotti (Voghera) |

|                                |           |  |
| Ghedin 51’ Trevisan 62’ (rig.) | Marcatori |  |

| Arbitro: | Bin (Torino) |

|            |           |  |
| Boccia 33’ | Marcatori |  |

#### Girone di ritorno
| Arbitro: | Fiaschi (Pisa) |

|            |           |           |
| Boccia 45’ | Marcatori | 49’ Lanza |

| Forlì 10 febbraio 1985 19ª giornata | Forlì                | 0 – 0 | Vigor Senigallia | Stadio Tullo Morgagni\| Arbitro: \| Nicoletti (Agropoli) \| |
| Arbitro:                            | Nicoletti (Agropoli) |       |                  |                                                             |

| Arbitro: | Taverniti (Roma) |

|           |           |             |
| Cleto 63’ | Marcatori | 13’ Casotti |

| Arbitro: | Benazzoli (Bassano del Grappa) |

|  |           |              |
|  | Marcatori | 31’ Raffaele |

| Arbitro: | Della Rovere (Torino) |

|                      |           |           |
| Dongiovanni 30’, 85’ | Marcatori | 74’ Succi |

| Arbitro: | Guida (Palermo) |

|                                  |           |  |
| Stefanelli 10’ Boccia 66’ (rig.) | Marcatori |  |

| Cattolica 17 marzo 1985 24ª giornata | Cattolica     | 0 – 0 | Forlì | Stadio Giorgio Calbi\| Arbitro: \| Forte (Aosta) \| |
| Arbitro:                             | Forte (Aosta) |       |       |                                                     |

| Arbitro: | Catania (Roma) |

|  |           |                             |
|  | Marcatori | 10’ Mancini 66’ Cornacchini |

| Arbitro: | Frattin (Castelfranco Veneto) |

|                         |           |  |
| Corrieri 39’ Donati 66’ | Marcatori |  |

| Forlì 14 aprile 1985 27ª giornata | Forlì                  | 0 – 0 | Giulianova | Stadio Tullo Morgagni\| Arbitro: \| Strada (Abbiategrasso) \| |
| Arbitro:                          | Strada (Abbiategrasso) |       |            |                                                               |

| Arbitro: | Carrubba (Siracusa) |

|           |           |  |
| Tomba 53’ | Marcatori |  |

| Arbitro: | Quartuccio (Torre Annunziata) |

|                |           |               |
| Farabegoli 41’ | Marcatori | 72’ Negrisolo |

| Arbitro: | Tarallo (Como) |

|             |           |               |
| Fantini 12’ | Marcatori | 57’ Del Monte |

| Arbitro: | Trentalange (Torino) |

|                 |           |            |
| Francavilla 23’ | Marcatori | 20’ Boccia |

| Arbitro: | Bonazza (Monfalcone) |

|             |           |            |
| Genovasi 8’ | Marcatori | 13’ Boccia |

| Arbitro: | Caprini (Perugia) |

|          |           |  |
| Tani 49’ | Marcatori |  |

| Arbitro: | De Luca (Napoli) |

|                                    |           |            |
| Briga 5’ Cerri 28’ Cappellacci 35’ | Marcatori | 14’ Boccia |

### Coppa Italia

#### Girone L
| Arbitro: | Baroni (Macerata) |

|                                              |           |  |
| Vincenzi 3’ (aut.) Zannoni 51’ Cristiani 72’ | Marcatori |  |

| Arbitro: | Tedeschi (Bologna) |

|            |           |                       |
| Boccia 29’ | Marcatori | 30’ (rig.) Avanzolini |

| Forlì 2 settembre 1984 3ª giornata | Forlì             | 0 – 0 | Cesenatico | Stadio Tullo Morgagni\| Arbitro: \| Schiavon (Padova) \| |
| Arbitro:                           | Schiavon (Padova) |       |            |                                                          |

| Arbitro: | Felicani (Bologna) |

|           |           |  |
| Succi 82’ | Marcatori |  |

| Arbitro: | Tonon (Conegliano) |

|                                        |           |            |
| Farneti 2’ Bisacchi 27’ Avanzolini 75’ | Marcatori | 53’ Boccia |

| Arbitro: | Betti (Siena) |

|  |           |          |
|  | Marcatori | 47’ Tani |